# Microrreserva Agulles de Santa Águeda
La Microrreserva de flora Agulles de Santa Águeda se sitúa en el término municipal de Benicasim, Provincia de Castellón y tiene una superficie de 5,563 ha.

## Especies prioritarias
Biscutella calduchii, Biscutella carolipauana, Crassula campestris, Cytisus villosus, Peucedanum officinale ssp. stenocarpum, Quercus suber.

## Unidades de vegetación prioritarias
- Comunidades de terófitos de repisas de roquedos silíceos (código Natura 2000: 8230).
- Bosquetes relícticos de alcornocales de Quercus suber en regeneración post-incendio (código Natura 2000: 9330).
- Brezales silicícolas seriales con lentisco (código Natura 2000: 4030).

## Limitaciones de uso
Queda prohibido el desarrollo de actividades de escalada en toda la microrreserva, salvo autorización expresa por motivos científicos o conservacionistas. 
Queda prohibida la realización de marcas o señales con pintura u otros materiales indelebles en la microrreserva. 
No podrán realizarse aclareos o labores silvícolas dentro de la microrreserva, exceptuados los siguientes casos: 
- a) Las extracciones por motivos fitosanitarios o para prevención de daños por caída sobre las personas o las poblaciones de especies protegidas o amenazadas.
- b) Aclareos post-incendio, en el caso de que la zona sufriera incendios forestales. Dichos aclareos deberán constar de un programa específico multianual.

En caso de realizarse aprovechamiento de corcho, deberá evitarse la afectación negativa a la microrreserva.
- Datos: Q6013411
- Multimedia: Microrreserva Agulles de Santa Àgueda / Q6013411